# Madrid Open 2003
Il Madrid Open 2003 è stato un torneo di tennis giocato sulla terra rossa. È stata la 8ª edizione del torneo, che fa parte della categoria Tier III nell'ambito del WTA Tour 2003. Si è giocato a Madrid in Spagna, dal 19 al 25 maggio 2003.

## Campionesse

### Singolare
Chanda Rubin ha battuto in finale  María Antonia Sánchez Lorenzo con il punteggio di 6–4, 5–7, 6–4

### Doppio
Jill Craybas /  Liezel Huber hanno battuto in finale  Rita Grande /  Angelique Widjaja con il punteggio di 6–4, 7–6